# ディズニー・ブランデッド・テレビジョン
ディズニー・ブランデッド・テレビジョン（英: Disney Branded Television）は、ウォルト・ディズニー・カンパニーのメディア事業であるディズニー・エンターテインメント（ディズニー・ゼネラル・エンターテイメント・コンテンツ）の主要部門である。

## 概要
アメリカのウォルト・ディズニー・カンパニーはテレビ放送などのアニメーションをディズニー・チャンネル・ワールドワイド社へ移動したと発表。
現在もディズニー作品を始めとする女子向けのディズニー・チャンネル、マーベル、スター・ウォーズなどの男子向けのディズニーXD、それ以下の子どもをターゲットにしたディズニー・ジュニアや大人も楽しめるテレビ事業から、ディズニーが運営、放送しているラジオ事業まで世界的に幅広く活動している。 
最高責任者はゲイリー・マーシュはディズニー映画『ベイマックス』のスピンオフ番組『ベイマックス ザ・シリーズ』などを放送するなど発表し、力をいれている。

## 海外展開
アメリカ国外でのディズニー・ブランデッド・テレビジョンは、ウォルト・ディズニー・ダイレクト・トゥ・コンシューマー&インターナショナルの一部門である。
ディズニー・チャンネルの番組は、さまざまな国別および地域バージョンのチャンネルの発売や、テレビネットワークとのプログラムライセンス契約の締結により、国際的にも現在も拡大している。

## 社名変更
ディズニー・ブランデッド・テレビジョンの以前の企業名は、ウォルト・ディズニー・エンターテイメント（1982〜1983）、ザ・ディズニー・チャンネル（1983〜1997）、ディズニー・チャンネル（1997〜2001）であった。

## 事業部門
- ディズニー・チャンネル（テレビ総合チャンネル）
- ディズニー・ジュニア（テレビチャンネル）
- ディズニーXD（テレビチャンネル）
- ラジオ・ディズニー
- ディズニー・テレビジョン・アニメーション
- イッツ・ア・ラフ・プロダクション